# Aphis neoartemisiphila
Aphis neoartemisiphila är en insektsart som beskrevs av Pashtshenko 1992. Aphis neoartemisiphila ingår i släktet Aphis och familjen långrörsbladlöss. Inga underarter finns listade i Catalogue of Life.